# 江口由起
江口 由起（えぐち ゆき）は、日本の女優。。身長163cm。レイラ・プロ所属。

## 人物
- 資格 - 普通自動車免許[要出典]、英検準1級[要出典]、国連英検B級[要出典]、秘書検定2級[要出典]
- 趣味 - 乗馬、テニス、

## 略歴
大学2年生在学中にスカウトを受け、卒業後、「海の密室・クルーザー殺人事件」（テレビ朝日）の刑事役で女優デビュー。以降、テレビドラマ、映画、CM、広告スチールなどを中心に活躍。
着物姿が似合う事から、時代劇への出演も多く、現代ドラマへも和服で登場することが多い。
- シンポジウムやイベントでの司会・MCも務める。
- 俳優座にて演技レッスンを受ける。
- 大学4年時は普通に就職活動をし、総合商社、外資系保険会社などから内定が出ていたが、それらを辞退し女優を目指すことを決意、卒業後芸能界入りをする。

## 主な出演作品

### テレビドラマ
- 「海の密室・クルーザー殺人事件」（テレビ朝日）女刑事・藤野理恵役
- 「裸の大将 秋田編」（フジテレビ、関西テレビ）料理店の娘・明子役
- 「あばれ八州御用旅」（テレビ東京）ゲスト・おしの役
- 裸の大将 （関西テレビ / 東阪企画）
  - 第65話「清と謎の美人絵灯籠」（1994年)
  - 第73話「清とサクランボ娘」（1995年） - ミスさくらんぼ・君枝役
- 「はみだし弁護士・巽志郎1」（テレビ朝日）老舗ホテルの娘・野村美紀役
- NHK 連続テレビ小説 「あぐり」 売れっ子遊女・雪江役
- 「鬼平犯科帳 逃げた妻」（フジテレビ） ゲスト・おりつ役
- NHK 水曜シリーズドラマ「緋が走る」 女流陶芸家・美濃村志乃役
- NHK 金曜時代劇 「しくじり鏡三郎」 武家の娘・武田鶴役
- NHK ドラマ家族模様 「晴れ着、ここ一番」 着物デザイナー・貴子役 （レギュラー出演）
- NHK 連続テレビ小説 「私の青空」 課長・伊藤晴子役
- NHK ハイビジョンドラマ「駆落ち」 旅館の女中役
- NHK 大河ドラマ 「利家とまつ〜加賀百万石物語〜」 村井長頼の妻・志づ役 （レギュラー出演）
- NHK月曜シリーズドラマ 「風子のラーメン」 風子の長女・佐藤洋子役 （レギュラー出演）
- 金曜エンタテイメント 「アリバイの彼方に3」（フジテレビ） 謎の女・牧野さき子役
- 月曜ミステリー劇場「名探偵・金田一耕助シリーズ 白蝋の死美人」（TBS） メイド・川村小百合役
- 土曜ワイド劇場「はみだし弁護士・巽志郎9」 （テレビ朝日） 佐藤郁恵役

### 映画
- 鬼平犯科帳 劇場版（1995年、松竹） 書き役同心の妻・岡村佐代役

### 声優
- NHKアニメ 「アガサ・クリスティーの名探偵ポワロとマープル」 メアリ役

### CM
- 野村證券
- JR西日本
- WELLA (ウエラ化粧品)
- TCK 東京シティ競馬
- マルシンフーズ
- 秋田稲庭うどん
- 日本酒造協会
- 信貴山

### 舞台
- 「コメディ らくだのうまさん」 町娘・おさと役

### 情報番組
- 「ちちんぷいぷい」（毎日放送）レポーター

### PV
- 野村証券
- 第一生命
- 明治安田生命

### 雑誌
- Hanako
- Grazia
- クロワッサン
- 日経ヘルス